# Точка (река)
Точка — левый приток Снова, протекающий по Клинцовскому району (Брянская область, Россия).

## География
Длина — около 13 км.
Русло извилистое. В верхнем и среднем течении русло пересыхает (около 10 км). Пойма в нижнем течении занята лугами и заболоченными участками, и окруженная лесом (доминирование сосны). Есть несколько озёр. Впадает крупное сухоречье в среднем течении (село Великая Топаль), также множество мелких.
Берёт начало в селе Круглое. Река течёт на юг, юго-восток и восток, в нижнем течении делает поворот и течёт на юг. Впадает в Снов севернее села Рудня (Климовский район).
Населённые пункты на реке (от истока к устью): Малая Топаль, Великая Топаль.